# Комета Делавана
Комета Делавана (C/1913 Y1, «Комета войны») — яркая долгопериодическая комета, обнаруженная Пабло Делаваном (нем. Pablo Delavan) из Аргентины 27 октября 1913 года.
Её наблюдали в течение нескольких месяцев 1914 года.